# Sexy Star
Dulce María García Rivas ( Monterrey, Nuevo León ; 20 de setembre de 1982) és una boxejadora, lluitadora d'arts marcials mixtes i lluitadora professional mexicana més coneguda sota el nom de Sexy Star i actualment treballa a Combat Américas sota el nom de Sexy Dulce . És coneguda internacionalment pel seu treball en Assistència Assessoria i Administració (AAA) i Lluita Underground .
Entre els seus èxits, va ser tres vegades campiona femenina, es destaquen a ser tres vegades Campiona de Reina de Reines d'AAA, una vegada Campiona Mundial de Parelles Mixtes d'AAA i també va guanyar l' Aztec Warfare III i va ser la primera dona a ser la Campiona de Lluita Underground sent la primera Campiona Mundial .

## Primers anys
Dulce García va néixer el 20 de setembre de 1982 a la ciutat de Monterrey. En créixer s'havia dedicat a esports com boxa, kickboxing i Muay Thai. Ella també va obtenir un títol universitari en Ciències de la Comunicació i va treballar en aquest camp fins que es va convertir en una lluitadora professional. El 2015, es va casar amb el boxejador mexicà Jhonny González .
Els informes van circular que Dulce García va demanar la jubilació. Ella es va dirigir a seguir la seva carrera a la boxa, on actualment té una ratxa de 5 victòries i 0 derrotes (5-0).

## Carrera de lluita lliure professional

### Assistència Assessoria i Administració/Lluita Lliure AAA Worldwide (2007-2016, 2017)
En 2007, García va fer el seu debut com a face usant la seva màscara sota el nom de Sexy Star va ser on es va unir a Billy Boy, Octagoncito i Pimpinela Escarlata perdent davant Faby Apache, Gran Apache, Mini Chessman i Pols d'Estrelles.
El primer angle principal de Star Sexy a AAA va començar a principis del 2009, ja que va iniciar un feu entre el marit i l'esposa de la vida real, Billy Boy i Faby Apache. Va ser presentada com el nou objecte dels afectes de Billy Boy després que Billy Boy s'havia convertit en heel a Faby Apache. Quan Aero Star va entrar a la imatge com a possible pretendent de Faby Apache, Billy Boy va actuar com si no li importés ja que ell mateix havia trobat un nou amor a Sexy Star, que en el procés es va convertir en heel en la història. El 21 de març de 2010, Aero Star va arribar al ring i li va demanar permís a Gran Apache a demanar a Faby Apache a terme, El que va portar Billy Boy a assaltar el ring i atacar Aero Star. La rivalitat i es va veure que els quatre implicats en un intergender Lluita d'Aposta d'acer partit de la gàbia, on l'última persona a l'anell haurà d'o bé els cabells afaitats o es veuen obligats a desemmascarar. A l'Estiu d'Escàndol la rivalitat va acabar quan es va reduir Faby Apache i Billy Boy a la gàbia, després que Faby Apache va clavar Billy Boy. Després del partit, els cabells de Billy Boy van ser afaitats mentre Faby Apache celebrava la seva victòria.
Després de la derrota d'Aposta, l'argument va començar a centrar-se més en la rivalitat entre Faby Apache i Sexy Star i encara menys en Billy Boy.
El 14 d'agost a Estiu d'Escàndol, Sexy Star va perdre el Campionat Reina de Reines a Mari Apache en una lluita fatal de 6 cantons, on ella, Alex Koslov i Christina Von Eerie van enfrontar als Apaches i Aero Star. Just abans de la seva pèrdua del títol, que havia viatjat a Tampa, Florida per participar en la World Wrestling Entertainment (ara com WWE) al seu territori de desenvolupament Florida Championship Wrestling, però va ser rebutjat per la promoció, que va afirmar que la seva lluita anglès i eren Insatisfactòria, i que ella tenia sobrepès i no prou prou sense la seva màscara.
Després, AAA va eliminar Sexy Star de La Legió Estrangera i la va degradar a partits d'obertura a l'atzar o simplement no la va reservar en absolut, cosa que finalment la va portar a considerar un salt al Consell Mundial de Lluita Lliure . Finalment, al març de 2011, Sexy Star, una vegada més van començar a aparèixer amb La Legió Estrangera sota el nom de La Societat, fent equip amb Jennifer Blake i un feu amb Els Apaches i el recentment va debutar Lolita. El 18 de juny a Triplemania XIX, Sexy es va unir amb les lluitadores de TNA : Angelina Love, Mickie James i Velvet Sky per derrotar a Cynthia Moreno, Faby Apache, Lolita i Mari Apache.
El 16 de desembre en Guerra de Titans, Sexy Star va derrotar a Pimpinela Escarlata en una lluita de llenyataires guanyant el Campionat Reina de Reines d'AAA per segona vegada.
El 18 de març a Rei de Reis, Sexy Star va participar en una gàbia d'acer de dotze persones de màscara contra cabellera, que finalment va arribar a ella i Pimpinela Escarlata. Al final, Sexy Star va aconseguir escapar de la gàbia, forçant a Escarlata que li afaitessin el cap. El 19 de maig, en la seva primera defensa del títol, Sexy Star va derrotar a Cynthia Moreno, Faby Apache i Lolita en un Bull Terrier Match. El 27 de novembre, Sexy Star va posar en joc el seu Campionat Reina de Reines al torneig de Reina de Reines 2012, que AAA va dur a terme en col·laboració amb Pro Wrestling Wave a Tòquio's Pavelló Korakuen. Després de derrotar Jennifer Blake en el seu partit d'obertura, va derrotar Kaguya a la final per guanyar el torneig i retenir el títol. Va derrotar Kaguya a la final per guanyar el torneig i va aconseguir retenir el Campionat Reina de Reinas. Va derrotar Kaguya a la final per guanyar el torneig i conservar el Campionat Reina de Reinas.
El 19 de febrer del 2013, Sexy Star va renunciar al Campionat Reina de Reines i es va quedar inactiva per una raó no revelada, que més tard es va revelar com el seu embaràs.
Star va tornar a AAA el 8 de desembre de 2013, a Guerra de Titanes, participant en una gàbia d'acer de vuit vies de pèl contra el partit de pèl. Se les va arreglar per escapar de la gàbia, salvant-li els cabells. El 19 d'abril del 2014, ella i Pentagón Jr. van derrotar Drago i Faby Apache, i Cuervo Oscuro i Mari Apache en un partit de tres vies per guanyar el Campionat Mundial a Parelles Mixt d'AAA per primera vegada. El 5 de febrer del 2016, Sexy Star va anunciar que estava renunciant al Campionat Mundial a Parelles Mixt. A finals d'aquell mes, es va informar que García havia deixat d'AAA. Sembla que s'havia posat en contacte amb l'oficina de l'AAA, afirmant que s'estava retirant de la lluita lliure professional.
El 16 de juliol de 2017, Sexy Star va fer el seu retorn a AAA, guanyant el vacant Campionat Reina de Reines de AAA per tercera ocasió, davant Faby Apache, Goya Kong, L'Heura, Lady Shani i Big Mami.
El 26 d'agost a Triplemania XXV, Sexy Star va defensar amb èxit el seu títol femení davant Lady Shani, Ayako Hamada i Rosemary, després de la lluita es van començar a revelar rumors que Star estava tenint baralles veritables amb Shani i Rosemary durant tota la trobada. Al final del matx, Sexy Star va continuar atacant Rosemary, lesionant-la legítimament
El 4 de setembre, el seu campionat va quedar vacant després de la controvèrsia, així concloent el seu tercer regnat de 50 dies.

### Lluita Underground (2014-2016)

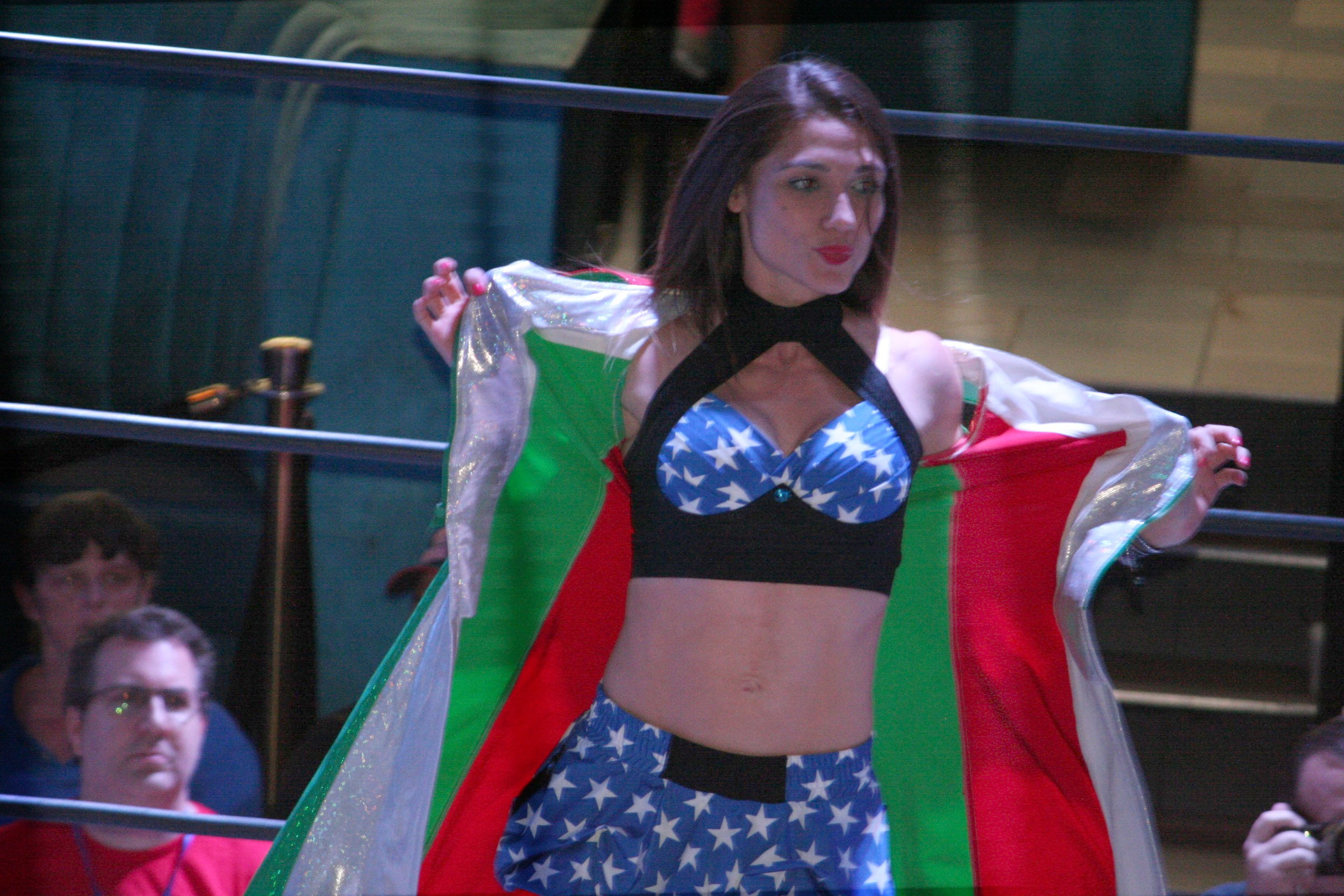
Sexy Star el 2017.

A l'agost de 2014, Sexy Star va ser anunciada com un dels cinc lluitadors d'AAA per protagonitzar Lluita Underground, una nova sèrie de televisió nord-americana a El Rey Network. Durant el seu pas per aquesta empresa va desenvolupar rivalitats contra Papallona, Johnny Món i Taya. Alhora, va aconseguir guanyar el Campionat de Lluita Underground i Campionat Regal dels Déus de Lluita Underground .

## Carrera de boxa
El 2 de juliol del 2016, García es va desemmascarar en un esdeveniment de boxa a la Ciutat de Mèxic i va anunciar que canviaria de professió i es convertiria en boxejadora professional.
El 22 d'abril del 2017, García va obtenir la victòria en el seu debut a la boxa, derrotant Yanely Ceja Hernández al quart assalt per decisió unànime.

## Carrera d'arts marcials mixtes
El març del 2017, després de trajectòries en la lluita lliure i en la boxa, García va mostrar el seu interès a seguir una carrera a Arts Marcials Mixtes, sent una de les poques lluitadores a provar sort en tres diferents esports. Deu mesos després, es va informar que estava en converses amb la promoció de MMA Combat Américas. El 19 de febrer del 2019, es va anunciar que García va signar amb Combat Américas.

## Controvèrsia

### Lesió de Rosemary a Triplemania XXV, destitució del campionat i allunyament de la lluita lliure
El 26 d'agost a Triplemania XXV, Sexy Star va defensar amb èxit el seu títol femení davant Lady Shani, Ayako Hamada i Rosemary . Al final de la lluita, Star va sotmetre a Rosemary del braç i no la va deixar anar fins després d'haver acabat el matx, inclusivament la copejava a la cara amb intenció de fer-la mal, resultant en una petita lesió. A raó d'això, va haver-hi un conflicte intern entre AAA i GFW, particularment entre Jeff Jarrett i Jhonny González, espòs de Star.
Com a conseqüència a aquest detall, se li va retirar el Campionat Reina de Reines de AAA a Star, complint amb un regnat de 50 dies.
Més tard companys de lluita lliure com Gail Kim, Mike Bennett, Allie, Sienna, Laurel Van Ness, Karen Jarrett, Ricardo Rodríguez, i Velvet Sky, entre d'altres, van criticar Sexy Star per ser poc professional. D'altra banda, Star afirmava que va començar a ser agredida verbalment per les altres lluitadores, a més de ser copejada amb poc professionalisme per les altres gladiadores en diversos mitjans. Després d'uns mesos allunyada, va tornar per participar en esdeveniment principalment al nord del país ia Nació Lluita Lliure.

## Campionats i èxits
- Kaoz Lluita Lliure
  - Campionat Femení de Kaoz (1 cop, actual)

- Lluita Lliure AAA Worldwide
  - Campionat Reina de Reines d'AAA ( 3 vegades )
  - Campionat Mundial a Parelles Mixt d'AAA ( 1 cop ) – amb Pentagón Jr.
- Lluita Underground
  - Lluita Underground Gift of the Gods Championship ( 1 cop )
  - Lluita Underground Championship ( 1 cop )
  - Aztec Warfare III
- Pro Wrestling Illustrated
  - Situada al # 13 als PWI Female 50 de 2015[22]
  - Situada al # 9 als PWI Female 50 de 2016[23]
- The Crash
  - Campionat Femení de The Crash (1 cop i inaugural)[24]

## Lluites d'apostes
| Aposta                | Guanyador | Perdedor            | Esdeveniment       | Data                   | Notes                                                          |
| --------------------- | --------- | ------------------- | ------------------ | ---------------------- | -------------------------------------------------------------- |
| Màscara vs. Cabellera | Sexy Star | Faby Apache         | Guerra de Titans   | 11 de desembre de 2009 | Star apostó su máscara en la lucha.                            |
| Màscara vs. Cabellera | Sexy Star | Pimpinela Escarlata | Rei de Reis        | 18 de març de 2012     | Fue una Lucha de Leñadores en modalidad Máscara vs. Cabellera. |
| Màscara vs. Màscara   | Sexy Star | Super Fly           | Lluita Underground | 7 de febrer de 2015    | Star apostó su máscara en la lucha.                            |

## Rècord professional

### Boxa
| 5 Guanyades, 0 Derrotes, 0 Empat |        |                       |       |            |                          |                                                              |                             |
| Res.                             | Record | Oponent               | Tipus | Rd., Temps | Data                     | Localitat                                                    | Notes                       |
| G                                | 5–0    | Karla Islas           | UD    | (6)        | 18 de agosto de 2018     | Bar La Wipa, Los Mochis, México                              |                             |
| G                                | 4–0    | Moni Trejo            | TKO   | (6)        | 9 de junio de 2018       | Gimnasio Nuevo León Unido, Monterrey, México                 |                             |
| G                                | 3–0    | Esperanza Resendiz    | MD    | (6)        | 24 de marzo de 2018      | Lienzo Charro, Saltillo, México                              |                             |
| G                                | 2–0    | Guadalupe Coral       | UD    | (4)        | 30 de septiembre de 2017 | Centro Regional de Deporte de Las Américas, Ecatepec, México |                             |
| G                                | 1–0    | Yanely Ceja Hernández | UD    | (4)        | 22 de abril de 2017      | Unidad Deportiva Martín Alarcón, Metepec, México             | Debut profesional de Dulce. |

### Arts marcials mixtes
| Resultat | Rècord | Oponent      | Mètode                       | Esdeveniment                          | Data                  | Ronda | Temps | Localització                   | Notes |
| -------- | ------ | ------------ | ---------------------------- | ------------------------------------- | --------------------- | ----- | ----- | ------------------------------ | ----- |
| Victòria | 2–0    | Anali Lopez  | Submissió (guillotine choke) | Combat Amèriques 51: Tito vs. Alberto | 7 de desembre de 2019 | 1     | 2:47  | McAllen, Texas, Estados Unidos |       |
| Victòria | 1–0    | Mariana Ruíz | Decisió (unànime)            | Combat Estrelles                      | 12 d'abril del 2019   | 3     | 5:00  | Monterrey, Nuevo León, México  |       |